# John Daly (skeletonista)
John Daly (ur. 10 czerwca 1985 w Nowym Jorku) – amerykański skeletonista, złoty medalista mistrzostw świata.
Startował na igrzyskach w Vancouver. Zajął 17. miejsce.